# Jason Muzzatti
Jason Mark Muzzatti (* 3. února 1970 Toronto, Ontario, Kanada) je bývalý kanadský a italský, hokejový brankář.

## Hráčská kariéra
Svoji kariéru zahájil v sezóně 1987/1988 v týmu Michigan State University v lize CCHA. V roce 1988 byl draftován týmem Calgary Flames v prvním kole draftu celkově jako 21. v pořadí. Tým michiganské univerzity opustil až po sezóně 1990/1991, dvě sezóny odehrál v lize IHL za týmy Salt Lake City Golden Eagles a Indianapolis Ice. V další sezóně podepsal smlouvu s Calgary Flames, prakticky celý ročník však strávil na farmě v Saint John Flames v American Hockey League. V prvním týmu Calgary v National Hockey League odehrál jen jedno utkání, stejně jako v následujícím roce. Potom přestoupil do Hartford Whalers. Tam rovněž chytal spíše na farmě, ale v NHL dostal více příležitostí než v Calgary - v ročníku 1995/96 nastoupil ve 22 utkáních, v následující sezóně dokonce v 31 zápasech. Jeho poslední sezónou v NHL byla 1997/98 - odchytal šest utkání za New York Rangers a jedno za San Jose Sharks.
Poté odešel do Evropy, kde působil nejdříve v DEL v týmu Eisbären Berlin, později ve finské hokejové lize v Tappaře, kde se stal brankářskou jedničkou a postoupil s týmem do play off. Po jednom roce v týmu německé ligy Augsburger Panther zakotvil v Itálii. Za HC Milano v italské lize chytal tři sezóny a přijal italské občanství. Poslední dvě sezóny v italské lize chytal v týmu HC Bolzano. Svou kariéru zakončil v Severní Americe - v sezóně 2006/07 kratším angažmá v UHL v týmu Flint Generals.
Hrál v těchto klubech
- 1987-1991 Michigan State University (CCHA)
- 1991-1993 Salt Lake Golden Eagles (IHL), Indianapolis Ice (IHL)
- 1993-1995 Saint John Flames (AHL), Calgary Flames (AHL)
- 1995-1996 Springfield Falcons (AHL), Hartford Whalers (NHL)
- 1996-1997 Hartford Whalers (NHL)
- 1997-1998 New York Rangers (NHL), San Jose Sharks (NHL), Hartford Wolf Pack (AHL), Kentucky Thoroughblades (AHL)
- 1998-99 Eisbären Berlin (Německo)
- 1999-00 Tappara (Finsko)
- 2000-01 Augsburger Panther (Německo)
- 2001-2004 HC Milano (Itálie)
- 2004-05 HC Bolzano (Itálie)
- 2005-06 HC Bolzano (Itálie)
- 2006-07 Flint Generals (UHL)

## Reprezentace
Během sezóny 1992/93 odchytal 16 utkání za tým Kanadu. Poté, co přijal italské občanství, reprezentoval Itálii, kde měl mnohem více šancí. Pomohl k postupu do elitní skupiny v roce 2005 a také si zachytal v ZOH 2006 v Turíně.

## Trenérská kariéra
S hokejem zůstal v týmu Flint Generals kde v sezóně 2008/09 se stal asistentem trenéra a v následující sezóně už hlavní trenér.
- 2008-09 Flint Generals (UHL)
- 2009-10 Flint Generals (UHL)